# Wells (Nevada)
Wells es una ciudad ubicada en el condado de Elko en el estado estadounidense de Nevada. En el año 2000 tenía una población de 1.346 habitantes y una densidad poblacional de 75,5 personas por km².

## Geografía
Wells se encuentra ubicada en las coordenadas 41°6′34″N 114°58′8″O / 41.10944, -114.96889.

## Demografía
Según la Oficina del Censo en 2000 los ingresos medios por hogar en la localidad eran de $35.870, y los ingresos medios por familia eran $41.827. Los hombres tenían unos ingresos medios de $31.250 frente a los $20.852 para las mujeres. La renta per cápita para la localidad era de $16.835. Alrededor del 11,9% de la población estaban por debajo del umbral de pobreza.